# Stavrakij
Stavrakij (grško: Σταυράκιος [Staurakios]), cesar Bizantinskega cesarstva od 26. julija do 2. oktobra 811, * ni znano, † 11. januar 812.
Bil je sin in naslednik  cesarja Nikiforja I. Logoteta, ki je padel v bitki pri Pliski. Njegova vladavina je bila kratka. Ker je bil v bitki pri Pliski težko ranjen in zato hrom, ga je njegov svak in naslednik Mihael I. Rangab prisilil, da se je umaknil v samostan, kjer je kmalu zatem umrl.

## Življenjepis
Oče Nikifor I. ga je že decembra 803 kronal za svojega socesarja. Kronist Teofan Spovednik trdi, da je bil za ta položaj popolnoma nesposoben in da je celo zakrivil posilstvo. Slednja trditev je morda posledica Teofanovega sovraštva do Nikiforja I.. 20. decembra 807 je mu je oče na reviji nevest za ženo izbral Atenko Teofano, sorodnico odstavljene cesarice Irene Atenske, in ga še isti dan poročil. Med očetovim vladanjem je postal poveljnik elitne tagme hikanatov.
Leta 811 se je udeležil očetovega vojnega pohoda proti bolgarskemu kanu Krumu in komaj preživel bitko pri Pliski, v kateri je bizantinska vojska doživela katastrofalen poraz, njegov oče pa ubit. Zaradi rane na vratu je bil paraliziran, vendar mu je s pomočjo cesarske garde uspelo pobegniti v Odrin.  Skupaj z njim so pobegnili tudi njegov svak, kuropalat Mihael I. Rangab, domestik Štefan in magister Teoktist, ki so se ob njegovi bolniški postelji dogovarjali o Nikiforjevem nasledstvu. Zaradi negotovih pogojev ga je Štefan, ki je imel podporo vojske, na hitro razglasil za cesarja. Stavrakij je bil prvi bizantinski cesar, ki je bil kronan izven Konstantinopla.
Teoktist je takrat pritiskal na Mihaela Rangaba, naj sam zasede cesarski prestol. Zaradi Stavrakijevih ran in Mihaelovega sorodstva z ubitim Nikiforjem I. je bil Teoktist prepričan, da bi se Mihael najbolje zoperstavil neposrednim  bolgarskim grožnjam. Mihael je kljub nagovarjanju ostal zvest svaku Stavrakiju. Stavrakij si je medtem hotel zavarovati položaj na prestolu, zato se je v Odrinu bledo predstavil ostankom bizantinske armade in celo kritiziral svojega pokojnega očeta, kar je v armadi naletelo na odobravanje. Kmalu po predstavitvi so ga na nosilnici odnesli v Konstantinopel. 
Zaradi posledic težke rane, paralize nog in stalnih bolečin je kmalu postalo jasno, da Stavrakij ne bo mogel opravljati svojih vladarskih dolžnosti.  Ko se je stanje še poslabšalo, se je dvor razcepil na stranko njegove žene Teofane in njene sestre Prokopije, ki je upala, da se bo njegovo zdravstveno stanje izboljšalo, in stranko Mihaela Rangaba, ki je hotela Stavrakija zamenjati z njim samim. Ker Stavrakij ni imel otrok, ki bi ga lahko nasledili, je kmalu postalo jasno, da namerava za svojo naslednico imenovati ženo Teofano. Pod ženinim vplivom je začel bojkotirati tako domestika Štefana kot magistra Teoktista, Mihaela pa je 1. oktobra  811 poskušal oslepiti. Njegovo namero je preprečil Štefan. Poleg tega so se med prebivalci začele širiti govorice, da namerava razpustiti cesarstvo in ponovno ustanoviti republiko. Mihaelovi pristaši, katerim so se priključili tudi Štefan in Teoktist ter konstantinopelski patriarh Nikifor I., ki je bil vznemirjen zaradi Stavrakijevega načrta, da prestol prepusti ženi Teofani, so 2. oktobra 811 Stavrakija prisilili, da odstopi. Po MIhaelovi razglasitvi za njegovega naslednika, je Stavrakij prejel sveto mašniško posvečenje. Preden so ga odnesli iz palače, so ga obiskali sestra Prokopija, svak Mihael in patriarh, ki so svoje dejanje opravičevali s Stavrakijevim slabim zdravstvenim stanjem, kar jim je Stavrakij z grenkobo očital, predvsem patriarhu Mihaelu.
Zatem se je umaknil v samostan, kjer je zaradi  starih ran 11. januarja 812 umrl. Nasledil ga je Mihael Rangab kot cesar Mihael I..